# Aeropuerto Internacional de Cancún
El Aeropuerto Internacional de Cancún (Código IATA: CUN - Código OACI: MMUN - Código DGAC: CUN) se encuentra a 16 kilómetros de la ciudad de Cancún, en la costa del Caribe del Estado de Quintana Roo. Es el segundo aeropuerto más transitado de México, sólo después del Aeropuerto Internacional de la Ciudad de México. Es uno de los aeropuertos mejor conectados de toda América Latina por cantidad de rutas y aerolíneas que operan.
El aeropuerto fue remodelado y expandido para convertirse en el 2° aeropuerto con mayor tráfico del país y el que atiende a más pasajeros internacionales en el país. Cuenta con dos pistas de aterrizaje operativas a más de 1,500 m de separación lo que permite que se usen de manera simultánea y tres terminales comerciales. La Terminal 1 dejó de operar desde marzo de 2018 y solo es utilizada para algunos vuelos chárter. La Terminal 2 es usada por algunas aerolíneas internacionales, así como por todas las aerolíneas nacionales. La Terminal 3 se encarga de la mayoría de las operaciones internacionales de aerolíneas de América del Norte y Europa y la reciente Terminal 4 recibe los vuelos de 2 aerolíneas nacionales y 11 internacionales.
El aeropuerto es operado por ASUR al igual que los aeropuertos de Cozumel, Mérida, Veracruz, Villahermosa, Oaxaca, entre otros. El aeropuerto fue un centro de conexiones para Aerocancun, Aladia, Mexicana de Aviación y MexicanaLink.
ASUR anunció la expansión de la Terminal 2 que fue terminada en 2014 y de la Terminal 3 que igualmente fue expandida pero después de finalizar la Terminal 2. ASUR también anunció la construcción de un hotel dentro del aeropuerto.
El 1 de junio de 2013, la Autoridad Aeroportuaria de México anunció que se construiría la actual Terminal 4 en Cancún. El nuevo proyecto cuenta con 20 puertas adicionales a las 68 puertas del aeropuerto.
El 27 de noviembre de 2013 se convierte en el primer aeropuerto en México en recibir al Airbus A380, en el marco de la celebración de los 80 años de Air France y los 15 de ASUR.
A 2022, con 30,342,961 de pasajeros y a 2023 con 32,750,413 de pasajeros es el segundo aeropuerto más transitado de México.

## Ubicación
El aeropuerto está ubicado en el casco urbano de Cancún, a menos de 10 kilómetros (6.2 millas) al suroeste del complejo turístico, a una altura de 6 metros (20 pies) sobre el nivel del mar. El Aeropuerto de Cancún es el más oriental de México.

## Descripción
El aeropuerto presta servicio a una región con una población de más de 1 millón de habitantes. Cancún está en el estado de Quintana Roo, y es el destino más solicitado de México, Estados Unidos y Canadá principalmente. En 2009 fue el destino turístico más visitado por los estadounidenses, más aún que ciudades turísticas tradicionales como Londres o París. La ciudad está ubicada en 21° 2´ Lat N y 86° 4´ Long O, y está a 6 m s. n. m. Cancún ha gozado de un acelerado crecimiento en las décadas de 1980 Y 1990. Aparte que se considera que este aeropuerto tiene más destinos internacionales que el de la Ciudad de México, posiblemente a causa del turismo y la exigencia de los turistas un vuelo directo
Es el aeropuerto con el mayor aforo de aeronaves del estado y el más grande e importante para el Grupo Aeroportuario del Sureste así como el segundo más importante del país, solo después del Aeropuerto Internacional de la Ciudad de México, en términos de número de pasajeros y operaciones aéreas. La terminal aérea de Cancún recibe la mayor variedad de aerolíneas extranjeras de todo el país.
ASUR fue el primer grupo aeroportuario con participación de capital privado en México. En noviembre de 1998, el gobierno mexicano vendió una participación del 15% en el capital social de la empresa a Inversiones Técnicas Aeroportuarias (ITA).
Grupo Aeroportuario del Sureste administra y opera un grupo de nueve aeropuertos en la región sureste de México, en las ciudades de Cancún, Cozumel, Mérida, Huatulco, Oaxaca, Veracruz, Villahermosa, Tapachula y Minatitlán.
Grupo Aeroportuario del Sureste, S.A. de C.V. fue constituido en 1998 como parte del proceso de apertura a la inversión en el sistema aeroportuario mexicano.
El Aeropuerto de Cancún comprende tres terminales dedicadas a vuelos regulares (Terminales 2, 3 y 4), una terminal específica para vuelos chárter (Terminal 1) y una terminal FBO. Esto lo convierte en el aeropuerto con mayor número de terminales de pasajeros en México. Más allá de las terminales, el aeropuerto ofrece instalaciones de estacionamiento para estancias cortas y largas, hoteles en el lugar, una variedad de restaurantes y servicios de alquiler de autos. También alberga instalaciones para los Servicios de Navegación del Espacio Aéreo de México. El aeropuerto también alberga una estación terminal del Tren Maya, que conecta con varios destinos turísticos y aeropuertos en el sureste de México.
Cuenta con dos pistas: la pista 12R/30L, que mide 3,500 metros (11,500 pies) de longitud, y la pista 12L/30R, que mide 2,800 metros (9,200 pies). Con capacidad para albergar aviones grandes como Boeing 747 y Airbus A380, el aeropuerto cuenta con dos pistas operativas paralelas que se pueden utilizar simultáneamente.

## Historia

### Inicios
El aeropuerto inicial de Cancún se estableció en 1942 como una medida estratégica para apoyar la principal industria de la región en ese momento: la industria del chicle. Este primer aeropuerto operaba en una pista rudimentaria, con una torre de control construida con madera y juncos, que permaneció en funcionamiento hasta 1973. Para conmemorar su historia, una réplica se encuentra cerca de la entrada de la ciudad, cerca de su ubicación original.

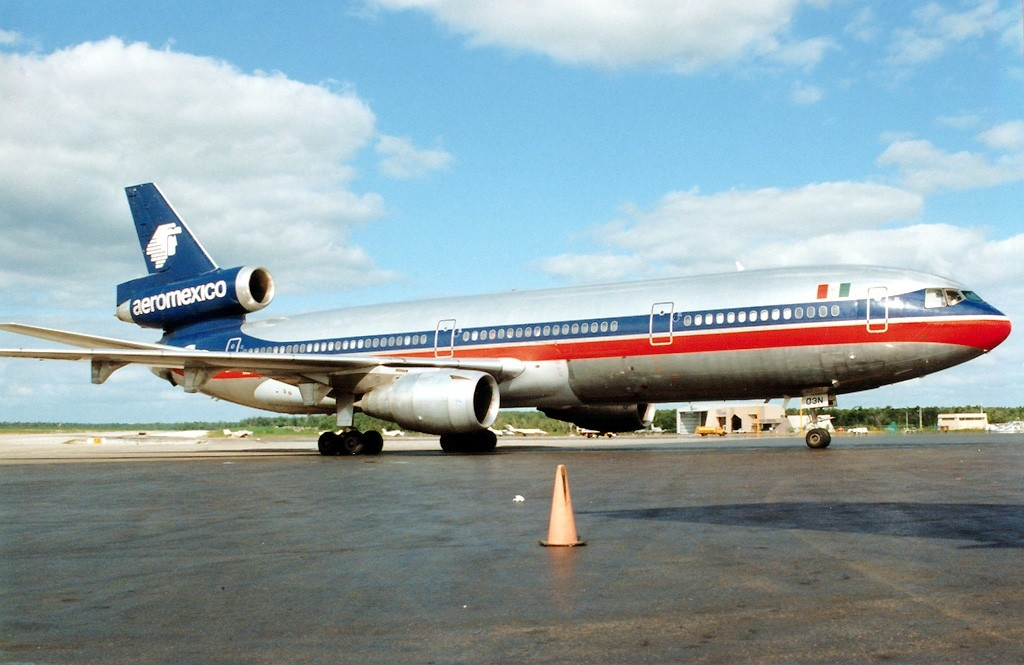
McDonnell Douglas DC-10-15 de Aeroméxico en la plataforma en 1992

A principios de la década de 1970, Cancún surgió como un importante destino turístico tras un esfuerzo deliberado del gobierno mexicano, en colaboración con el Fondo Nacional de Fomento al Turismo (FONATUR). Reconociendo su ubicación estratégica, cerca de playas vírgenes, paisajes naturales y sitios arqueológicos, el plan integral tenía como objetivo transformar Cancún de un área escasamente habitada a un centro turístico de clase mundial. Se realizaron importantes inversiones en infraestructura, incluida la construcción del nuevo Aeropuerto Internacional de Cancún, ejecutada por Henro y Asociados en colaboración con el Departamento de Infraestructura. El vuelo comercial inaugural del aeropuerto se produjo el 12 de mayo de 1975, atrayendo rápidamente la atención de los turistas internacionales.
A lo largo de su historia, el Aeropuerto de Cancún ha sido sede de una variedad de aerolíneas. Sirvió como hub para Mexicana, Interjet y Aladia en sus años operativos, facilitando conexiones tanto para vuelos nacionales como internacionales. Además, la extinta aerolínea chárter Aerocancún, con sede en Cancún, ofrecía vuelos a destinos de Estados Unidos, Canadá, Europa y Sudamérica. MAYAir, establecida en 1994 inicialmente como una aerolínea chárter, amplió sus rutas desde Cancún a diversos destinos en la Península de Yucatán.

### Privatización y expansión

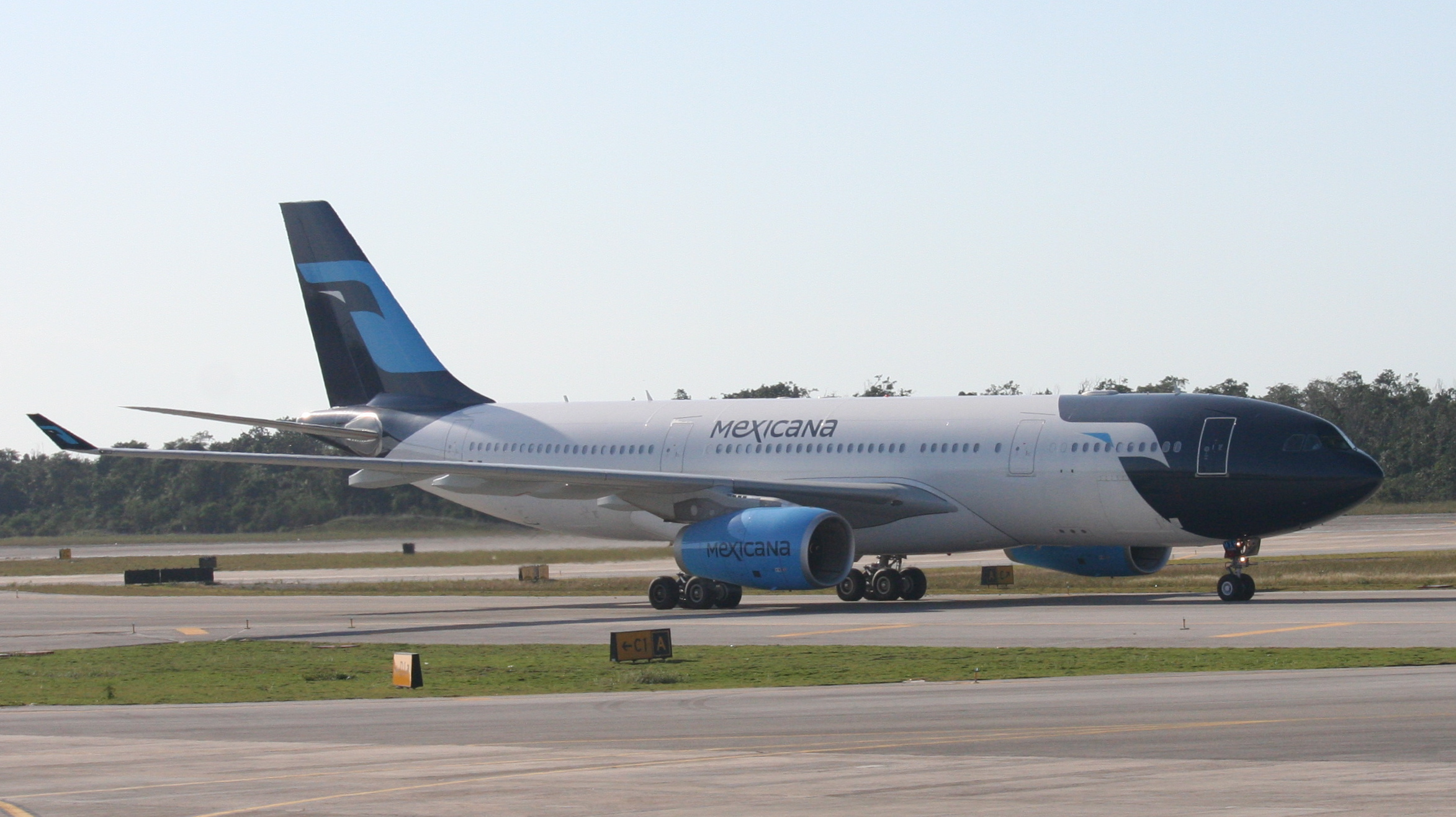
Airbus A330 de Mexicana de Aviación en la platafroma en el 2009

En 1995, México se embarcó en una importante iniciativa de privatización de aeropuertos a través de la 'Ley de Aeropuertos' introducida por el Departamento de Infraestructura. Esto marcó un momento crucial para el Aeropuerto de Cancún, integrándolo al Grupo Aeroportuario del Sureste ASUR.
Hasta principios de la década de 2000, el Aeropuerto de Cancún operaba con dos terminales. Una transformación importante comenzó en 2005 cuando ASUR invirtió 150 millones de dólares en la construcción de la Terminal 3, inaugurada oficialmente en 2007. En octubre de 2009 se dieron a conocer adiciones clave, incluida una nueva pista y la torre de control más alta de América Latina con 97 metros, lo que efectivamente duplicó la capacidad de manejo de pasajeros del aeropuerto. El 27 de noviembre de 2013, el Aeropuerto de Cancún logró otro hito al convertirse en el primero en México en recibir al Airbus A380, conmemorando el 80 aniversario de Air France y el 15 aniversario de ASUR.
La expansión continuó con la Terminal 2 en 2014 y una importante expansión de 76.000 metros cuadrados (820.000 pies cuadrados) de la Terminal 3 en 2016, introduciendo seis puertas y áreas comerciales adicionales. Esta expansión tenía como objetivo adaptarse a la creciente capacidad anual, incrementándola a 10 millones desde los 6 millones anteriores. En respuesta al hacinamiento y la creciente demanda, la Terminal 4 se inauguró en octubre de 2017.
A pesar de los desafíos planteados por la pandemia de COVID-19, las autoridades mexicanas mantuvieron las fronteras abiertas para el turismo, posicionando a Cancún como uno de los destinos internacionales selectos para recibir visitantes.

## Terminales
El aeropuerto cuenta actualmente con 4 terminales para pasajeros separadas entre sí, conectadas por un servicio interno de autobús:

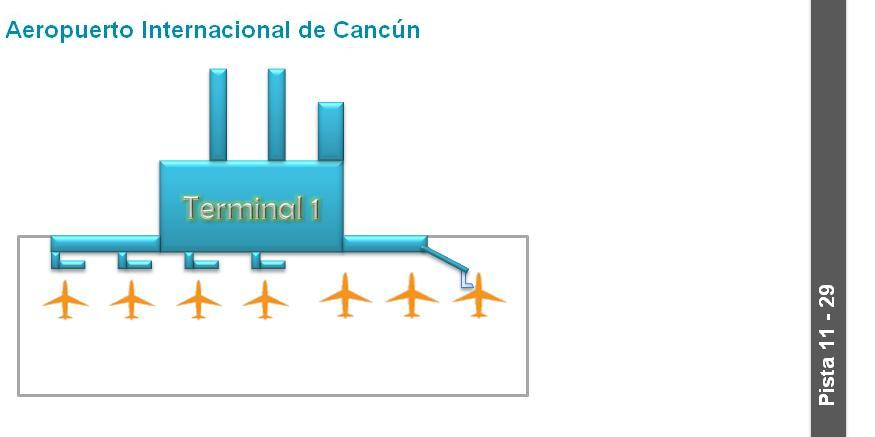
Mapa de la Terminal 1.

### Terminal 1 (sólo chárter)
Dedicada exclusivamente a vuelos chárter o privados, la Terminal 1 cuenta con 7 puertas numeradas del 1 al 7, 3 puestos de helicópteros y una sala VIP, que ofrece servicios integrales para viajes aéreos privados. La terminal fue cerrada temporalmente por reconstrucción después del Huracán Wilma, la terminal reanudó sus operaciones exclusivamente para vuelos chárter al reabrir en noviembre de 2013.

### Terminal 2

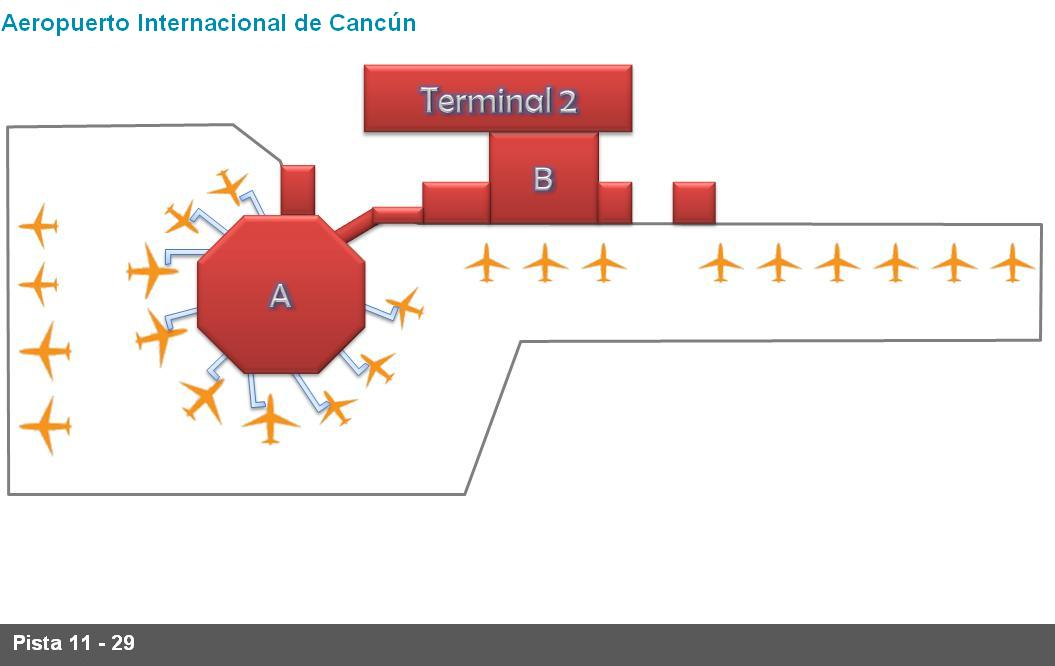
Mapa de la Terminal 2.

Como terminal más antigua, la Terminal 2 alberga servicios de llegada y salida de vuelos nacionales e internacionales. Con 22 puertas de embarque, A1 a A11 (en un edificio satélite) y B12 a B22 (en el edificio principal), presta servicio a la mayoría de las aerolíneas nacionales, junto con todos los vuelos internacionales a Centro y Sudamérica y determinados vuelos de larga distancia a Europa. El área de documentación alberga un banco y establecimientos de comida, mientras que el área de embarque cuenta con varios restaurantes y tiendas, además de servicios de migración/aduanas. Dos salas VIP, MERA Business Lounge y The Lounge by Global Lounge Network, atienden a viajeros nacionales e internacionales.
Los principales inquilinos de la terminal son Viva, que opera un centro de conexiones en esta ubicación, y Magnicharters y Volaris, que operan una ciudad foco junto con Volaris Costa Rica y Volaris El Salvador. Otras aerolíneas que prestan servicio en la Terminal 1 incluyen Aerolíneas Argentinas, Alaska Airlines, Arajet, Avianca, Avianca Costa Rica, Avianca Ecuador, Avianca El Salvador, Conviasa, Copa Airlines, LATAM Brasil, LATAM Chile, LATAM Perú, LOT Polish Airlines, Neos, Sky Airline Perú, TAG Airlines, TUI Airways, TUI Airlines Nederland, TUI fly Belgium y Wingo.

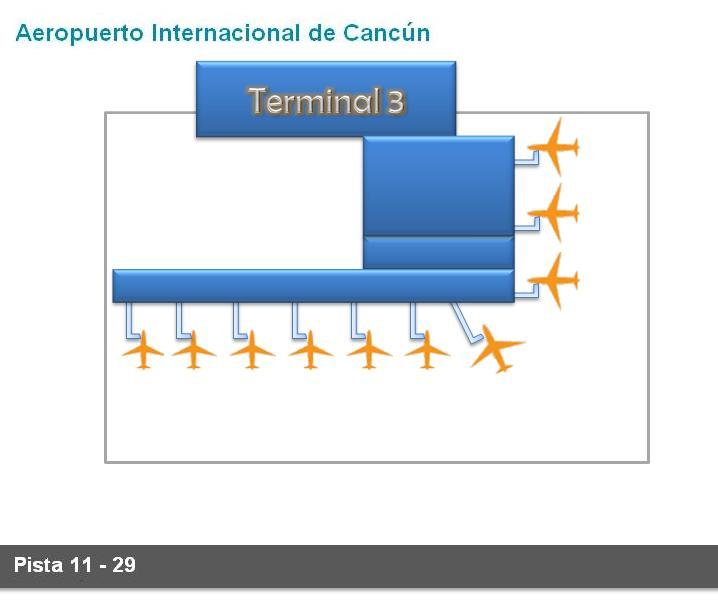
Mapa de la Terminal 3.

### Terminal 3
Dedicada exclusivamente a vuelos internacionales, la Terminal 3 cuenta con 21 puertas (C4 a C24). Utilizada principalmente por los principales transportistas estadounidenses, junto con algunos transportistas canadienses y europeos, la terminal ofrece servicios como tiendas, incluidas opciones libres de impuestos, cafés, restaurantes, así como instalaciones de inmigración y aduanas. La Terminal 3 alberga el MERA Business Lounge. La instalación de transporte terrestre está situada fuera de la sala de llegadas.
Las aerolíneas que vuelan a la Terminal 3 son Air Canada, Air Canada Rouge, Air Caraïbes, American Airlines, British Airways, Delta Air Lines, Iberojet, Spirit Airlines, United Airlines, Wamos Air y World2Fly.

### Terminal 4
La Terminal 4 atiende vuelos nacionales e internacionales. Se inauguró en octubre de 2017, convirtiendo al Aeropuerto de Cancún en el primer aeropuerto de México en tener cuatro terminales. Cuenta con 14 puertas equipadas con pasarelas de acceso y tiene capacidad para atender a 9 millones de pasajeros al año. También está prevista la apertura de un hotel en el lugar, así como de un estacionamiento de varios niveles. Tres salones VIP dan servicio a la Terminal 4: MERA Business Lounge (nacional), MERA Business Lounge (internacional) y The Lounge en asociación con Air Transat.
Las aerolíneas que vuelan a la Terminal 4 son Aeroméxico, Air Europa, Air France, Air Transat, Austrian Airlines, Condor, Discover Airlines, Edelweiss Air, Flair Airlines, Frontier Airlines, JetBlue Airways, KLM, Lufthansa, Southwest Airlines, Sun Country Airlines, TAP Air Portugal, Turkish Airlines y WestJet.

### Terminal FBO
La terminal FBO atiende a la aviación general de México, Estados Unidos y América Latina. Ubicado al sur del complejo de la terminal de pasajeros, cerca de la entrada principal del aeropuerto, ofrece una variedad de servicios que incluyen apoyo en tierra, coordinación de combustible, transporte terrestre, alquiler de automóviles, catering y salas VIP del aeropuerto. Además, el FBO alberga servicios comerciales de la aerolínea beliceña Tropic Air.

## Aerolíneas y destinos
El aeropuerto se divide en 4 terminales. La terminal 1 es exclusiva para vuelos chárter y privados. La terminal 2 se divide en dos salas, siendo la 2S exclusiva para vuelos internacionales, mientras que en la 2M operan vuelos nacionales, la terminal 3 es exclusiva para vuelos internacionales y la terminal 4 atiende vuelos nacionales e internacionales. Actualmente operan 54 aerolíneas ofreciendo 106 destinos internacionales y 28 destinos nacionales.

### Pasajeros
| Destinos por aerolínea  | Destinos por aerolínea | Destinos por aerolínea | Destinos por aerolínea |
| Aerolínea               | Destinos | Terminal/ Sala         | Alianza                |
| ----------------------- | --- | ---------------------- | ---------------------- |
| Aerolíneas Argentinas   | Buenos Aires-Ezeiza | 2S                     | SkyTeam                |
| Aeroméxico              | Ciudad de México, Ciudad de México–AIFA, Miami Estacional: Raleigh/Durham (inicia el 19 de diciembre de 2025) | 4                      | SkyTeam                |
| Aer Lingus              | Estacional: Dublín (inicia el 6 de enero de 2026) | ASA                    | N/A                    |
| Aerus                   | Chetumal, Cozumel | FBO                    | N/A                    |
| Air Canada              | Vancouver Estacional: Edmonton, Halifax (inicia el 2 de diciembre de 2025), Montreal-Trudeau, Ottawa (inicia el 13 de diciembre de 2025), Toronto-Pearson, Winnipeg | 3                      | Star Alliance          |
| Air Canada Rouge        | Montreal-Trudeau, Toronto-Pearson Estacional: Halifax, Ottawa, Quebec | 3                      | Star Alliance          |
| Air Caraïbes            | París–Orly | 3                      | N/A                    |
| Air Europa              | Madrid | 4                      | SkyTeam                |
| Air France              | París-Charles de Gaulle | 4                      | SkyTeam                |
| Air Transat             | Montreal-Trudeau, Quebec, Toronto-Pearson Estacional: Charlottetown (inicia el 18 de febrero de 2026), Fredericton (inicia el 18 de febrero de 2026), Halifax, London (ON), Moncton, Ottawa | 4                      | N/A                    |
| Alaska Airlines         | Los Ángeles, Seattle/Tacoma Estacional: Kansas City, Portland (OR), San Francisco | 2S                     | Oneworld               |
| American Airlines       | Austin, Charlotte, Chicago-O'Hare, Dallas/Fort Worth, Filadelfia, Miami, Nueva York-JFK, Phoenix–Sky Harbor Estacional: Boston, Cincinnati, Columbus-Glenn, Indianápolis, Kansas City, Los Ángeles, Nashville, Oklahoma City (inicia el 8 de noviembre de 2025), Pittsburgh, Raleigh-Durham, San Luis (MO)                                        | 3                      | Oneworld               |
| Arajet                  | Punta Cana, Santo Domingo–Las Américas | 2S                     | N/A                    |
| Avelo Airlines          | Hartford | 3                      | N/A                    |
| Avianca                 | Bogotá, Medellín-JMC | 2S                     | Star Alliance          |
| Avianca El Salvador     | Ciudad de Guatemala, San Salvador | 2S                     | Star Alliance          |
| British Airways         | Londres-Gatwick | 3                      | Oneworld               |
| Condor                  | Fráncfort | 4                      | N/A                    |
| Conviasa                | Caracas | 2S                     | N/A                    |
| Copa Airlines           | Ciudad de Panamá–Tocumen | 2S                     | Star Alliance          |
| Delta Air Lines         | Atlanta, Boston, Detroit, Los Ángeles, Mineápolis/St. Paul, Nueva York-JFK, Salt Lake City, Seattle/Tacoma Estacional: Austin (inicia el 20 de diciembre de 2025), Cincinnati, Indianápolis (reinicia el 20 de diciembre de 2025), Kansas City (inicia el 20 de diciembre de 2025), Nashville (inicia el 20 de diciembre de 2025), Raleigh/Durham | 3                      | SkyTeam                |
| Discover Airlines       | Estacional: Fráncfort | 4                      | N/A                    |
| Edelweiss Air           | Zúrich | 4                      | N/A                    |
| Flair Airlines          | Toronto-Pearson Estacional: Calgary, Edmonton, Kitchener/Waterloo, Montreal-Trudeau, Vancouver | 4                      | N/A                    |
| Frontier Airlines       | Atlanta, Chicago–O'Hare, Cincinnati, Cleveland, Denver, Filadelfia, Orlando, San Luis (MO) Estacional: Dallas/Fort Worth, Houston-Intercontinental, Miami | 4                      | N/A                    |
| GOL Líneas Aéreas       | Brasilia | 2S                     | N/A                    |
| Iberojet                | Madrid Estacional: Barcelona, Lisboa | 3                      | N/A                    |
| JetBlue Airways         | Boston, Fort Lauderdale, Newark, Nueva York-JFK, Orlando, San Juan (finaliza el 30 de agosto de 2025), Tampa | 4                      | N/A                    |
| KLM                     | Estacional: Ámsterdam | 4                      | SkyTeam                |
| LATAM Chile             | Santiago de Chile | 2S                     | N/A                    |
| LATAM Perú              | Lima | 2S                     | N/A                    |
| LOT Polish Airlines     | Chárter estacional: Katowice, Varsovia-Chopin | 2S                     | Star Alliance          |
| Magnicharters           | Ciudad de México, Ciudad de México–AIFA, Guadalajara, León/El Bajío, Monterrey Chárter estacional: Aguascalientes, Chihuahua, Mérida, Nuevo Laredo, Puebla, Querétaro, San Luis Potosí | 2S                     | N/A                    |
| Neos                    | Milán-Malpensa, Roma-Fiumicino, Verona | 2S                     | N/A                    |
| Porter Airlines         | Estacional: Hamilton (ON) (inicia el 17 de diciembre de 2025), Ottawa (inicia el 17 de diciembre de 2025), Toronto–Pearson (inicia el 5 de noviembre de 2025) | ASA                    | N/A                    |
| Sky Airline Perú        | Lima | 2S                     | N/A                    |
| Southwest Airlines      | Austin, Baltimore, Chicago-Midway, Chicago-O'Hare, Denver, Houston-Hobby, Indianápolis, Kansas City, Nashville, Orlando, Phoenix–Sky Harbor, San Luis (MO) Estacional: Colorado Springs, Columbus-Glenn, Nueva Orleans, Pittsburgh, San Antonio                                                                                                   | 4                      | N/A                    |
| Spirit Airlines         | Baltimore, Chicago-O'Hare, Dallas/Foth Worth, Detroit, Filadelfia, Fort Lauderdale, Houston-Intercontinental, Nueva Orleans, Orlando | 3                      | N/A                    |
| Sun Country Airlines    | Mineápolis/St. Paul Estacional: Dallas/Foth Worth, Harlingen, Milwaukee, San Antonio | 4                      | N/A                    |
| TAP Air Portugal        | Estacional: Lisboa | 4                      | Star Alliance          |
| Tropic Air              | Ciudad de Belice | FBO                    | N/A                    |
| TUI Airways             | Birmingham, Glasgow, Londres-Gatwick, Mánchester Estacional: Belfast–International, Dublín, Newcastle upon Tyne Chárter Estacional: Copenhague, Estocolmo-Arlanda, Oslo | 2S                     | N/A                    |
| TUI Airlines Nederland  | Ámsterdam | 2S                     | N/A                    |
| TUI fly Belgium         | Bruselas (finaliza el 31 de octubre de 2025) | 2S                     | N/A                    |
| Turkish Airlines        | Estambul | 4                      | Star Alliance          |
| United Airlines         | Chicago-O'Hare, Cleveland, Denver, Houston-Intercontinental, Los Ángeles, Newark, San Francisco, Washington-Dulles | 3                      | Star Alliance          |
| Virgin Atlantic Airways | Londres–Heathrow (reinicia el 19 de octubre de 2025) | ASA                    | SkyTeam                |
| Viva                    | Bogotá, Camagüey, Chihuahua, Ciudad de México, Ciudad de México–AIFA, Ciudad Juárez, Guadalajara, La Habana, León/El Bajío, Mexicali, Monterrey, Puebla, Querétaro, Reynosa, San José del Cabo,, Tampico, Tijuana, Toluca, Torreón/Gómez Palacio, Tuxtla Gutiérrez, Veracruz, Villahermosa Estacional: Cincinnati, Columbus–Gleen, Memphis        | 2M                     | N/A                    |
| Volaris                 | Aguascalientes, Ciudad de Guatemala, Ciudad de México, Ciudad de México–AIFA, Ciudad Juárez, Guadalajara, Hermosillo, León/El Bajío, McAllen, Monterrey, Morelia, Oaxaca, Puebla, Querétaro, San José (CR), San Luis Potosí, Tijuana, Toluca, Tuxtla Gutiérrez                                                                                    | 2M                     | N/A                    |
| Volaris Costa Rica      | San José (CR) | 2M                     | N/A                    |
| Volaris El Salvador     | Ciudad de Guatemala, San Salvador | 2M                     | N/A                    |
| WestJet                 | Calgary, Edmonton, Toronto-Pearson, Vancouver Estacional: Halifax, Hamilton (ON) (inicia el 25 de diciembre de 2025), Kelowna, Regina, Saskatoon, Victoria, Winnipeg | 4                      | N/A                    |
| Wingo                   | Bogotá, Medellín-JMC | 2S                     | N/A                    |
| World2fly               | Madrid Chárter: Lisboa | 3                      | N/A                    |

Notas
1. ↑  Algunos vuelos de TUI fly Netherland de Ámsterdam a Cancún hacen escala en Montego Bay; sin embargo, la aerolínea no tiene derechos de tráfico de Montego Bay a Cancún. El vuelo de Cancún a Ámsterdam es directo.
2. ↑  Los vuelos de Turkish desde la Ciudad de México a Estambul hacen una escala en Cancún, sin embargo, la aerolínea no tiene derechos de tráfico local entre la Ciudad de México y Cancún.
3. ↑  El vuelo de Viva con destino Mexicali hace escala en Monterrey.
4. ↑  El vuelo de Viva con destino Los Cabos hace escala en Toluca.
5. ↑   El vuelo de Volaris El Salvador a San Salvador hace escala en la Ciudad de Guatemala en ambos sentidos.

### Carga
Las operaciones de carga de ASUR se centran en el Aeropuerto Internacional de Cancún, donde el servicio es prestado por la empresa Caribbean Logistics.
| Aerolínea              | Destinos                                           |
| ---------------------- | -------------------------------------------------- |
| Amerijet International | Ciudad de Belice, Ciudad del Carmen, Mérida, Miami |
| Estafeta               | Mérida, Miami                                      |
| FedEx Express          | Mérida, Miami                                      |

### Destinos nacionales

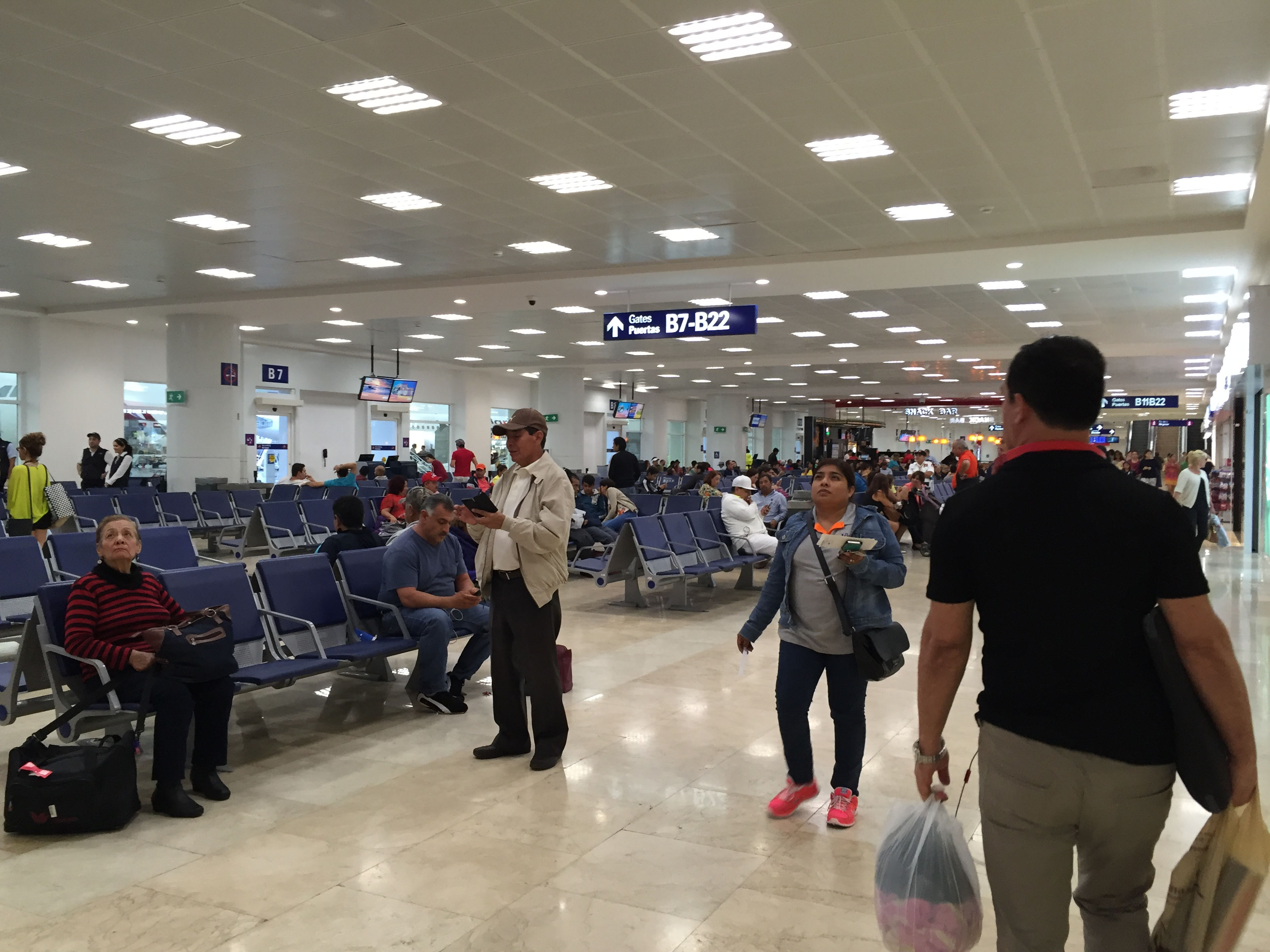
Sala B de la Terminal 2 del aeropuerto.

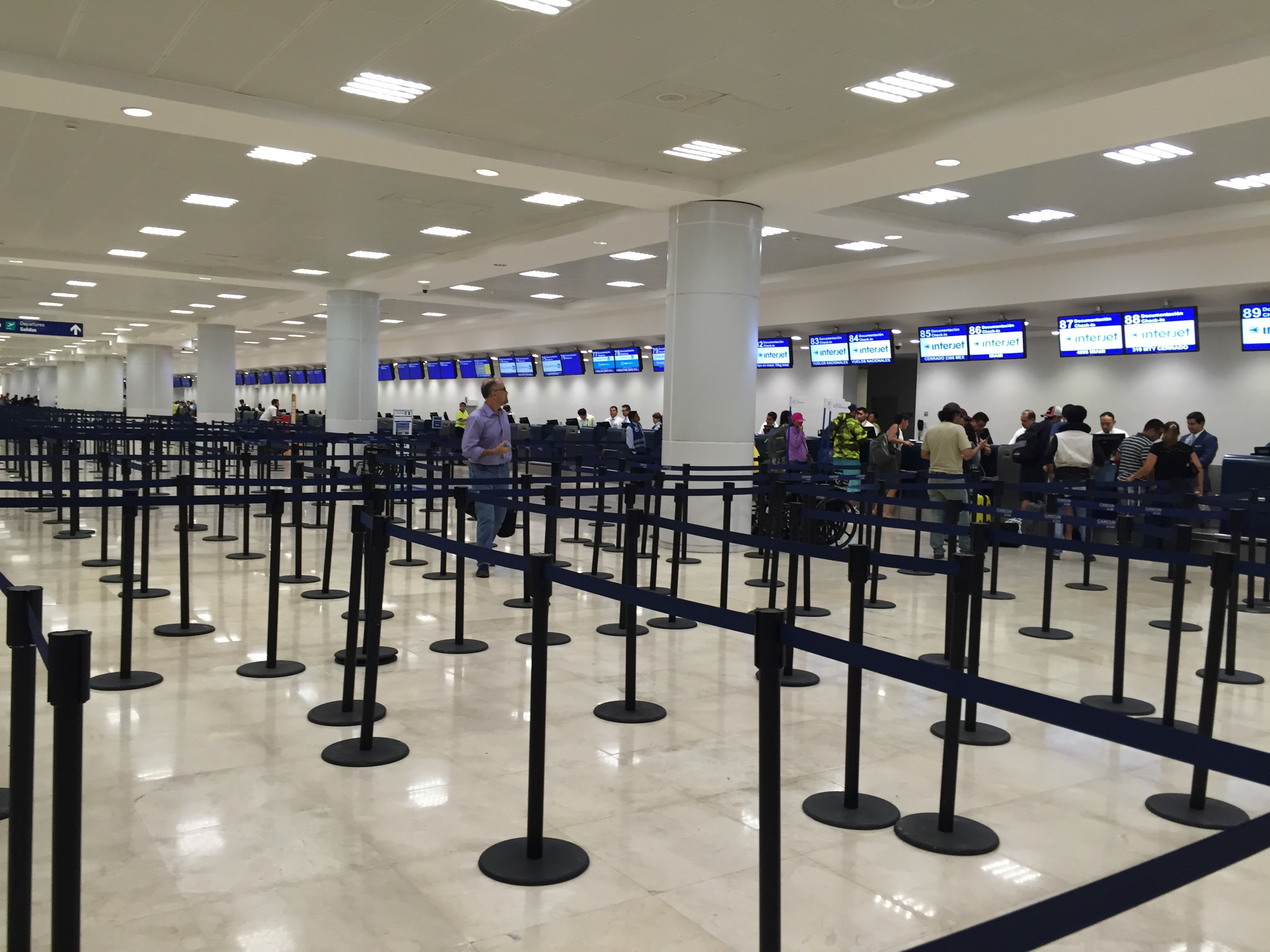
Mostradores de documentación de la Terminal 2 en el aeropuerto.

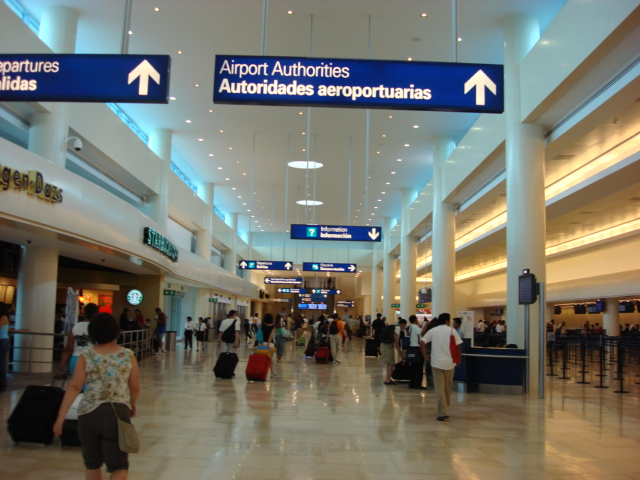
Pasillo principal de la Terminal 3.

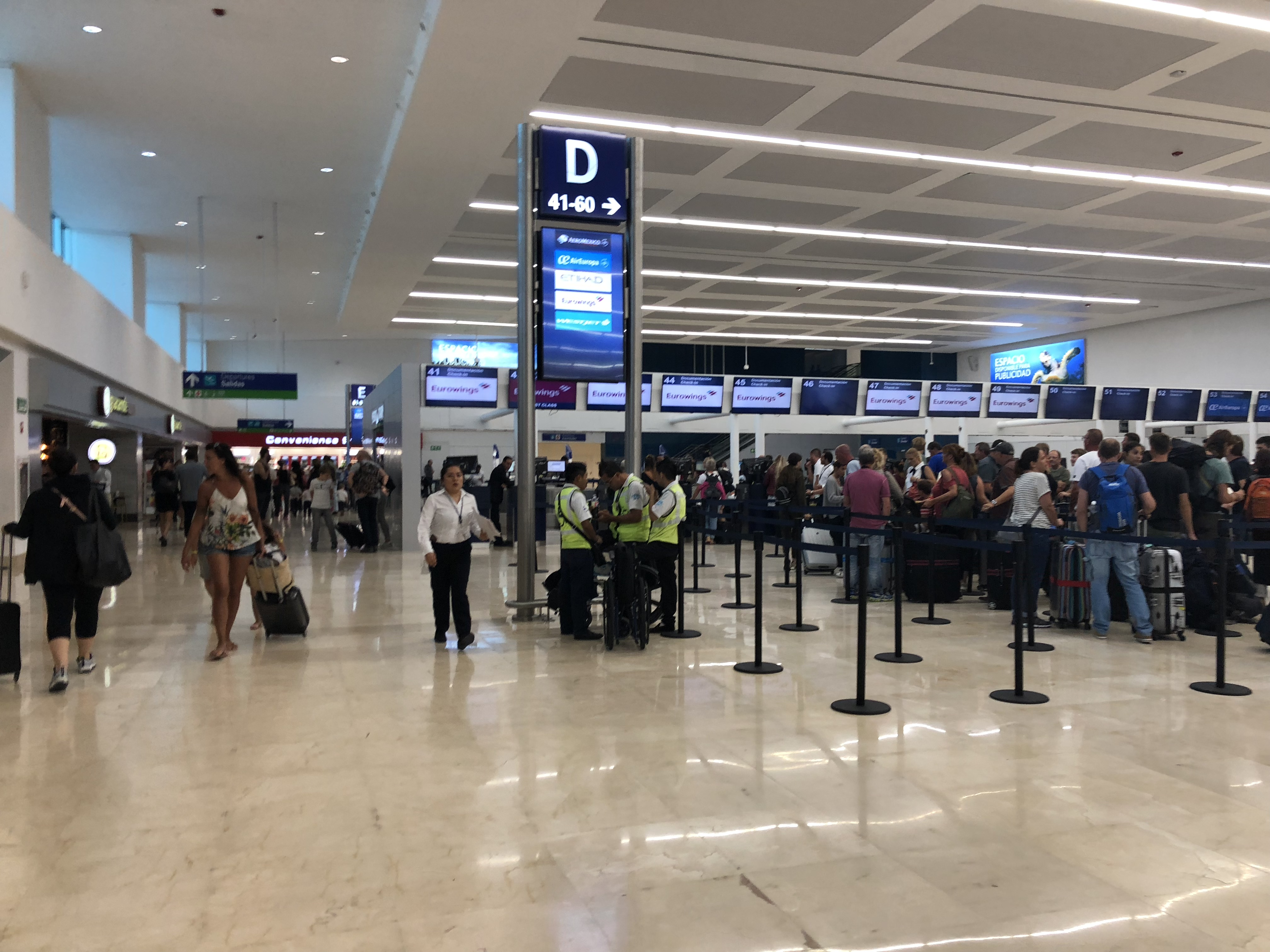
Zona de documentación de la Terminal 4.

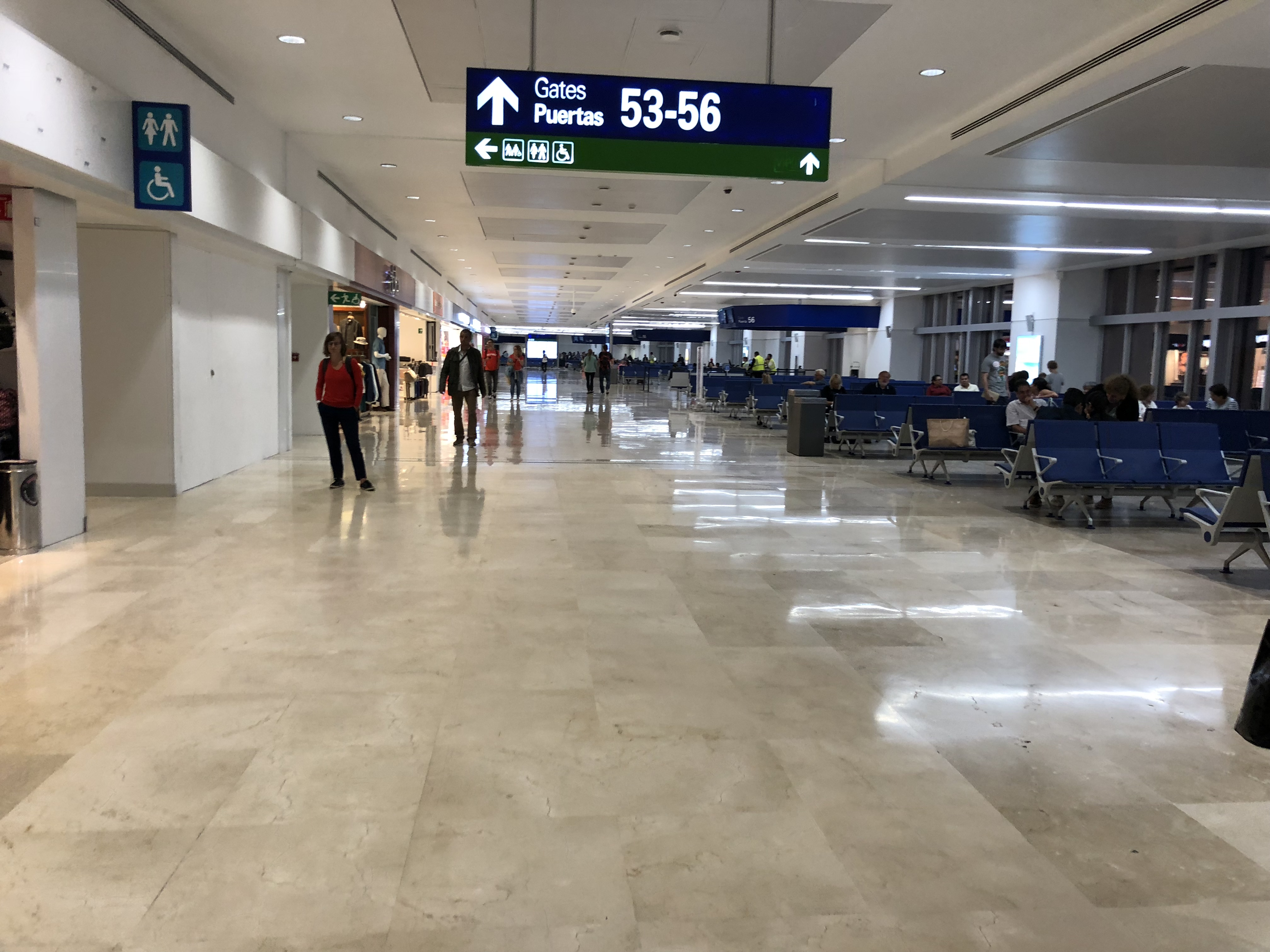
Puertas de abordaje de la Terminal 4.

Se brinda servicio a 28 ciudades dentro del país a cargo de 5 aerolíneas. Los vuelos nacionales operan en las Terminales 2 y 4.
| Aguascalientes (AGU)    |    | •  | •  |   |   | 2  |
| Chetumal (CTM)          |    |    |    | • |   | 1  |
| Chihuahua (CUU)         | •  |    | •  |   |   | 2  |
| Ciudad de México (MEX)  | •  | •  | •  |   | • | 4  |
| Ciudad de México (NLU)  | •  | •  |    |   | • | 3  |
| Ciudad Juárez (CJS)     | •  | •  |    |   |   | 2  |
| Cozumel (CZM)           |    |    |    | • |   | 1  |
| Guadalajara (GDL)       | •  | •  | •  |   |   | 3  |
| Hermosillo (HMO)        |    | •  |    |   |   | 1  |
| León (BJX)              | •  | •  | •  |   |   | 3  |
| Mérida (MID)            |    |    | •  |   |   | 1  |
| Mexicali (MXL)          | •  |    |    |   |   | 1  |
| Monterrey (MTY)         | •  | •  | •  |   |   | 3  |
| Morelia (MLM)           |    | •  |    |   |   | 1  |
| Nuevo Laredo (NLD)      |    |    | •  |   |   | 1  |
| Oaxaca (OAX)            |    | •  |    |   |   | 1  |
| Puebla (PBC)            | •  | •  | •  |   |   | 3  |
| Querétaro (QRO)         | •  | •  | •  |   |   | 3  |
| Reynosa (REX)           | •  |    |    |   |   | 1  |
| San José del Cabo (SJD) | •  |    |    |   |   | 1  |
| San Luis Potosí (SLP)   |    | •  | •  |   |   | 2  |
| Tampico (TAM)           | •  |    |    |   |   | 1  |
| Tijuana (TIJ)           | •  | •  |    |   |   | 2  |
| Toluca (TLC)            | •  | •  |    |   |   | 2  |
| Torreón (TRC)           | •  |    |    |   |   | 1  |
| Tuxtla Gutiérrez (TGZ)  | •  | •  |    |   |   | 2  |
| Veracruz (VER)          | •  |    |    |   |   | 1  |
| Villahermosa (VSA)      | •  |    |    |   |   | 1  |
| Total                   | 19 | 16 | 11 | 2 | 2 | 28 |

### Destinos internacionales
Los vuelos internacionales a Estados Unidos, Canadá, Centro y Sudamérica y Europa operan en las Terminales 2, 3 y 4.
| Ciudades                                                        | Nombre del aeropuerto                                     | Aerolíneas |
| América del Norte                                               | América del Norte                                         | América del Norte |
| --------------------------------------------------------------- | --------------------------------------------------------- | --- |
| Canadá (19 destinos [12 estacionales], 6 aerolíneas)            |                                                           | |
| Alberta                                                         |                                                           | |
| Calgary                                                         | Aeropuerto Internacional de Calgary                       | Flair Airlines (Estacional) / WestJet |
| Edmonton                                                        | Aeropuerto Internacional de Edmonton                      | Air Canada (Estacional) / Flair Airlines (Estacional) / WestJet |
| Columbia Británica                                              |                                                           | |
| Kelowna                                                         | Aeropuerto Internacional de Kelowna                       | WestJet (Estacional) |
| Vancouver                                                       | Aeropuerto Internacional de Vancouver                     | Air Canada / Flair Airlines (Estacional) / WestJet |
| Victoria                                                        | Aeropuerto Internacional de Victoria                      | WestJet (Estacional) |
| Isla del Príncipe Eduardo                                       |                                                           | |
| Charlottetown                                                   | Aeropuerto de Charlottetown                               | Air Transat (Estacional) (inicia el 18 de febrero de 2026) |
| Manitoba                                                        |                                                           | |
| Winnipeg                                                        | Aeropuerto Internacional James Armstrong Richardson       | Air Canada (Estacional) / WestJet (Estacional) |
| Nueva Escocia                                                   |                                                           | |
| Halifax                                                         | Aeropuerto Internacional de Halifax-Stanfield             | Air Canada (Estacional) (inicia el 2 de diciembre de 2025) / Air Canada Rouge (Estacional) / Air Transat (Estacional) / WestJet (Estacional)                                              |
| Nuevo Brunswick                                                 |                                                           | |
| Fredericton                                                     | Aeropuerto del Gran Fredericton                           | Air Transat (Estacional) (inicia el 18 de febrero de 2026) |
| Moncton                                                         | Aeropuerto Internacional del Gran Moncton                 | Air Transat (Estacional) |
| Ontario                                                         |                                                           | |
| Hamilton                                                        | Aeropuerto Internacional de Hamilton-Munro                | Porter Airlines (Estacional) (inicia el 17 de diciembre de 2025) / WestJet (Estacional) (inicia el 25 de diciembre de 2025)                                                               |
| London                                                          | Aeropuerto Internacional de London                        | Air Transat (Estacional) |
| Ottawa                                                          | Aeropuerto Internacional de Ottawa                        | Air Canada (Estacional) (inicia el 13 de diciembre de 2025) / Air Canada Rouge (Estacional) / Air Transat (Estacional) / Porter Airlines (Estacional) (inicia el 17 de diciembre de 2025) |
| Toronto                                                         | Aeropuerto Internacional Toronto Pearson                  | Air Canada (Estacional) / Air Canada Rouge / Air Transat / Flair Airlines / Porter Airlines (Estacional) (inicia el 5 de noviembre de 2025) / WestJet                                     |
| Waterloo                                                        | Aeropuerto Internacional de la Región de Waterloo         | Flair Airlines (Estacional) |
| Quebec                                                          |                                                           | |
| Montreal                                                        | Aeropuerto Internacional Pierre Elliott Trudeau           | Air Canada (Estacional) / Air Canada Rouge / Air Transat / Flair Airlines (Estacional) |
| Quebec                                                          | Aeropuerto Internacional Jean-Lesage de Quebec            | Air Canada Rouge (Estacional) / Air Transat |
| Saskatchewan                                                    |                                                           | |
| Regina                                                          | Aeropuerto Internacional de Regina                        | WestJet (Estacional) |
| Saskatoon                                                       | Aeropuerto Internacional de Saskatoon-John G. Diefenbaker | WestJet (Estacional) |
| Estados Unidos (44 destinos [8 estacionales], 12 aerolíneas)    |                                                           | |
| Arizona                                                         |                                                           | |
| Phoenix                                                         | Aeropuerto Internacional de Phoenix-Sky Harbor            | American Airlines / Southwest Airlines |
| California                                                      |                                                           | |
| Los Ángeles                                                     | Aeropuerto Internacional de Los Ángeles                   | Alaska Airlines / American Airlines (Estacional) / Delta Air Lines / United Airlines |
| San Francisco                                                   | Aeropuerto Internacional de San Francisco                 | Alaska Airlines (Estacional) / United Airlines |
| Carolina del Norte                                              |                                                           | |
| Charlotte                                                       | Aeropuerto Internacional de Charlotte-Douglas             | American Airlines |
| Raleigh                                                         | Aeropuerto Internacional de Raleigh-Durham                | Aeroméxico (Estacional) (inicia el 19 de diciembre de 2025) / American Airlines (Estacional) / Delta Air Lines (Estacional)                                                               |
| Colorado                                                        |                                                           | |
| Colorado Springs                                                | Aeropuerto de Colorado Springs                            | Southwest Airlines (Estacional) |
| Denver                                                          | Aeropuerto Internacional de Denver                        | Frontier Airlines / Southwest Airlines / United Airlines |
| Connecticut                                                     |                                                           | |
| Hartford                                                        | Aeropuerto Internacional Bradley                          | Avelo Airlines |
| Florida                                                         |                                                           | |
| Fort Lauderdale                                                 | Aeropuerto Internacional de Fort Lauderdale-Hollywood     | JetBlue Airways / Spirit Airlines |
| Miami                                                           | Aeropuerto Internacional de Miami                         | Aeroméxico / American Airlines / Frontier Airlines (Estacional) |
| Orlando                                                         | Aeropuerto Internacional de Orlando                       | Frontier Airlines / JetBlue Airways / Southwest Airlines / Spirit Airlines |
| Tampa                                                           | Aeropuerto Internacional de Tampa                         | JetBlue Airways |
| Georgia                                                         |                                                           | |
| Atlanta                                                         | Aeropuerto Internacional Hartsfield-Jackson               | Delta Air Lines / Frontier Airlines |
| Illinois                                                        |                                                           | |
| Chicago                                                         | Aeropuerto Internacional Midway                           | Southwest Airlines |
| Chicago                                                         | Aeropuerto Internacional O'Hare                           | American Airlines / Frontier Airlines / Southwest Airlines / Spirit Airlines / United Airlines                                                                                            |
| Indiana                                                         |                                                           | |
| Indianápolis                                                    | Aeropuerto Internacional de Indianápolis                  | American Airlines (Estacional) / Delta Air Lines (Estacional) (reinicia el 20 de diciembre de 2025) / Southwest Airlines                                                                  |
| Luisiana                                                        |                                                           | |
| Nueva Orleans                                                   | Aeropuerto Internacional Louis Armstrong                  | Southwest Airlines (Estacional) / Spirit Airlines |
| Maryland                                                        |                                                           | |
| Baltimore                                                       | Aeropuerto Internacional de Baltimore-Washington          | Southwest Airlines / Spirit Airlines |
| Massachusetts                                                   |                                                           | |
| Boston                                                          | Aeropuerto Internacional Logan                            | American Airlines (Estacional) / Delta Air Lines / JetBlue Airways |
| Míchigan                                                        |                                                           | |
| Detroit                                                         | Aeropuerto Internacional de Detroit                       | Delta Air Lines / Spirit Airlines |
| Minnesota                                                       |                                                           | |
| Mineápolis                                                      | Aeropuerto Internacional de Mineápolis-Saint Paul         | Delta Air Lines / Sun Country Airlines |
| Misuri                                                          |                                                           | |
| Kansas City                                                     | Aeropuerto Internacional de Kansas City                   | Alaska Airlines (Estacional) / American Airlines (Estacional) / Delta Air Lines (Estacional) (inicia el 20 de diciembre de 2025) / Southwest Airlines                                     |
| San Luis                                                        | Aeropuerto Internacional Lambert                          | American Airlines (Estacional) / Frontier Airlines / Southwest Airlines |
| Nueva Jersey                                                    |                                                           | |
| Newark                                                          | Aeropuerto Internacional Libertad de Newark               | JetBlue Airways / United Airlines |
| Nueva York                                                      |                                                           | |
| Nueva York                                                      | Aeropuerto Internacional John F. Kennedy                  | American Airlines / Delta Air Lines / JetBlue Airways / JetBlue Airways |
| Ohio                                                            |                                                           | |
| Cincinnati                                                      | Aeropuerto Internacional de Cincinnati/Norte de Kentucky  | American Airlines (Estacional) / Delta Air Lines (Estacional) / Frontier Airlines / Viva (Estacional)                                                                                     |
| Cleveland                                                       | Aeropuerto Internacional de Cleveland-Hopkins             | Frontier Airlines / United Airlines |
| Columbus                                                        | Aeropuerto Internacional de Puerto Columbus               | American Airlines (Estacional) / Southwest Airlines (Estacional) / Viva (Estacional) |
| Oklahoma                                                        |                                                           | |
| Oklahoma City                                                   | Aeropuerto Will Rogers World                              | American Airlines (Estacional) (inicia el 8 de noviembre de 2025) |
| Oregón                                                          |                                                           | |
| Portland                                                        | Aeropuerto Internacional de Portland                      | Alaska Airlines (Estacional) |
| Pensilvania                                                     |                                                           | |
| Filadelfia                                                      | Aeropuerto Internacional de Filadelfia                    | American Airlines / Frontier Airlines / Spirit Airlines |
| Pittsburgh                                                      | Aeropuerto Internacional de Pittsburgh                    | American Airlines (Estacional) / Southwest Airlines (Estacional) |
| Tennessee                                                       |                                                           | |
| Memphis                                                         | Aeropuerto Internacional de Memphis                       | Viva (Estacional) |
| Nashville                                                       | Aeropuerto Internacional de Nashville                     | American Airlines (Estacional) / Delta Air Lines (Estacional) (inicia el 20 de diciembre de 2025) / Southwest Airlines                                                                    |
| Texas                                                           |                                                           | |
| Austin                                                          | Aeropuerto Internacional de Austin-Bergstrom              | American Airlines / Delta Air Lines (Estacional) (inicia el 20 de diciembre de 2025) / Southwest Airlines                                                                                 |
| Dallas-Fort Worth                                               | Aeropuerto Internacional de Dallas-Fort Worth             | American Airlines / Frontier Airlines (Estacional) / Spirit Airlines / Sun Country Airlines (Estacional)                                                                                  |
| Harlingen                                                       | Aeropuerto Internacional Valley                           | Sun Country Airlines (Estacional) |
| Houston                                                         | Aeropuerto Intercontinental George Bush                   | Frontier Airlines (Estacional) / Spirit Airlines / United Airlines |
| Houston                                                         | Aeropuerto William P. Hobby                               | Southwest Airlines |
| McAllen                                                         | Aeropuerto Internacional de McAllen-Miller                | Volaris |
| San Antonio                                                     | Aeropuerto Internacional de San Antonio                   | Southwest Airlines (Estacional) / Sun Country Airlines (Estacional) |
| Utah                                                            |                                                           | |
| Salt Lake City                                                  | Aeropuerto Internacional de Salt Lake City                | Delta Air Lines |
| Washington                                                      |                                                           | |
| Seattle                                                         | Aeropuerto Internacional de Seattle-Tacoma                | Alaska Airlines / Delta Air Lines |
| Washington D. C.                                                |                                                           | |
| Washington D. C.                                                | Aeropuerto Internacional de Washington-Dulles             | United Airlines |
| Wisconsin                                                       |                                                           | |
| Milwaukee                                                       | Aeropuerto Internacional General Mitchell                 | Sun Country Airlines (Estacional) |
| Centroamérica y El Caribe                                       |                                                           | |
| Belice (1 destino, 1 aerolínea)                                 |                                                           | |
| Ciudad de Belice                                                | Aeropuerto Internacional Philip S. W. Goldson             | Tropic Air |
| Costa Rica (1 destino, 2 aerolíneas)                            |                                                           | |
| San José                                                        | Aeropuerto Internacional Juan Santamaría                  | Volaris / Volaris Costa Rica |
| Cuba (2 destinos, 1 aerolínea)                                  |                                                           | |
| La Habana                                                       | Aeropuerto Internacional José Martí                       | Viva |
| Camagüey                                                        | Aeropuerto Internacional Ignacio Agramonte                | Viva |
| El Salvador (1 destino, 2 aerolíneas)                           |                                                           | |
| San Salvador                                                    | Aeropuerto Internacional de El Salvador                   | Avianca El Salvador / Volaris El Salvador |
| Guatemala (1 destino, 3 aerolíneas)                             |                                                           | |
| Ciudad de Guatemala                                             | Aeropuerto Internacional La Aurora                        | Avianca El Salvador / Volaris / Volaris El Salvador |
| Panamá (1 destino, 1 aerolínea)                                 |                                                           | |
| Ciudad de Panamá                                                | Aeropuerto Internacional de Tocumen                       | Copa Airlines |
| Puerto Rico (1 destino, 1 aerolínea)                            |                                                           | |
| San Juan                                                        | Aeropuerto Internacional Luis Muñoz Marín                 | JetBlue Airways (finaliza el 30 de agosto de 2025) |
| República Dominicana (2 destinos, 1 aerolínea)                  |                                                           | |
| Punta Cana                                                      | Aeropuerto Internacional de Punta Cana                    | Arajet |
| Santo Domingo                                                   | Aeropuerto Internacional Las Américas                     | Arajet |
| Sudamérica                                                      |                                                           | |
| Argentina (1 destino, 1 aerolínea)                              |                                                           | |
| Buenos Aires                                                    | Aeropuerto Internacional Ministro Pistarini               | Aerolíneas Argentinas |
| Brasil (1 destino, 1 aerolínea)                                 |                                                           | |
| Brasilia                                                        | Aeropuerto Internacional Presidente Juscelino Kubitschek  | GOL Líneas Aéreas |
| Chile (1 destino, 1 aerolínea)                                  |                                                           | |
| Santiago de Chile                                               | Aeropuerto Internacional Arturo Merino Benítez            | LATAM Chile |
| Colombia (2 destinos, 3 aerolíneas)                             |                                                           | |
| Bogotá                                                          | Aeropuerto Internacional El Dorado                        | Avianca / Viva / Wingo |
| Medellín                                                        | Aeropuerto Internacional José María Córdova               | Avianca / Wingo |
| Perú (1 destino, 2 aerolíneas)                                  |                                                           | |
| Lima                                                            | Aeropuerto Internacional Jorge Chávez                     | LATAM Perú / Sky Airline Perú |
| Venezuela (1 destino, 1 aerolínea)                              |                                                           | |
| Caracas                                                         | Aeropuerto Internacional de Maiquetía Simón Bolívar       | Conviasa |
| Europa                                                          |                                                           | |
| Alemania (1 destino, 2 aerolíneas)                              |                                                           | |
| Fráncfort                                                       | Aeropuerto de Fráncfort del Meno                          | Condor Flugdienst / Discover Airlines (Estacional) |
| Bélgica (1 destino, 1 aerolínea)                                |                                                           | |
| Bruselas                                                        | Aeropuerto de Bruselas                                    | TUI fly Belgium (finaliza el 31 de octubre de 2025) |
| Dinamarca (1 destino [estacional], 1 aerolínea)                 |                                                           | |
| Copenhague                                                      | Aeropuerto de Copenhague-Kastrup                          | TUI Airways (Chárter Estacional) |
| España (2 destinos [1 estacional], 3 aerolíneas)                |                                                           | |
| Barcelona                                                       | Aeropuerto Josep Tarradellas Barcelona-El Prat            | Iberojet (Estacional) |
| Madrid                                                          | Aeropuerto Adolfo Suárez Madrid-Barajas                   | Air Europa / Iberojet / World2fly |
| Francia (2 destinos, 2 aerolíneas)                              |                                                           | |
| París                                                           | Aeropuerto de París-Charles de Gaulle                     | Air France |
| París                                                           | Aeropuerto de París-Orly                                  | Air Caraïbes |
| Irlanda (1 destino [estacional], 2 aerolíneas)                  |                                                           | |
| Dublín                                                          | Aeropuerto de Dublín                                      | Aer Lingus (Estacional) (inicia el 6 de enero de 2026) / TUI Airways (Estacional) |
| Italia (3 destinos, 1 aerolínea)                                |                                                           | |
| Milán                                                           | Aeropuerto de Milán-Malpensa                              | Neos |
| Roma                                                            | Aeropuerto de Roma-Fiumicino                              | Neos |
| Verona                                                          | Aeropuerto de Verona-Villafranca                          | Neos |
| Noruega (1 destino [estacional], 1 aerolínea)                   |                                                           | |
| Oslo                                                            | Aeropuerto de Oslo-Gardermoen                             | TUI Airways (Chárter estacional) |
| Países Bajos (1 destino, 2 aerolíneas)                          |                                                           | |
| Ámsterdam                                                       | Aeropuerto de Ámsterdam-Schiphol                          | KLM (Estacional) / TUI Airlines Nederland |
| Polonia (2 destinos [estacionales], 1 aerolínea)                |                                                           | |
| Katowice                                                        | Aeropuerto Internacional de Katowice                      | LOT Polish Airlines (Chárter Estacional) |
| Varsovia                                                        | Aeropuerto de Varsovia-Chopin                             | LOT Polish Airlines (Chárter Estacional) |
| Portugal (1 destino [estacional], 3 aerolíneas)                 |                                                           | |
| Lisboa                                                          | Aeropuerto de Lisboa                                      | Iberojet (Estacional) / TAP Air Portugal (Estacional) / World2fly (Chárter) |
| Reino Unido (6 destinos [2 estacionales], 3 aerolíneas)         |                                                           | |
| Belfast                                                         | Aeropuerto Internacional de Belfast                       | TUI Airways (Estacional) |
| Birmingham                                                      | Aeropuerto Internacional de Birmingham-West Midlands      | TUI Airways |
| Glasgow                                                         | Aeropuerto de Glasgow                                     | TUI Airways |
| Londres                                                         | Aeropuerto de Londres-Heathrow                            | Virgin Atlantic Airways (reinicia el 19 de octubre de 2025) |
| Londres                                                         | Aeropuerto de Londres-Gatwick                             | British Airways / TUI Airways |
| Mánchester                                                      | Aeropuerto de Mánchester                                  | TUI Airways |
| Newcastle                                                       | Aeropuerto de Newcastle upon Tyne                         | TUI Airways (Estacional) |
| Suecia (1 destino [estacional], 1 aerolínea)                    |                                                           | |
| Estocolmo                                                       | Aeropuerto de Estocolmo-Arlanda                           | TUI Airways (Estacional) |
| Suiza (1 destino, 1 aerolínea)                                  |                                                           | |
| Zúrich                                                          | Aeropuerto Internacional de Zúrich                        | Edelweiss Air |
| Turquía (1 destino, 1 aerolínea)                                |                                                           | |
| Estambul                                                        | Aeropuerto de Estambul                                    | Turkish Airlines |
| Total: 106 destinos (31 estacionales), 31 países, 51 aerolíneas |                                                           | |

## Estadísticas

### Tráfico anual

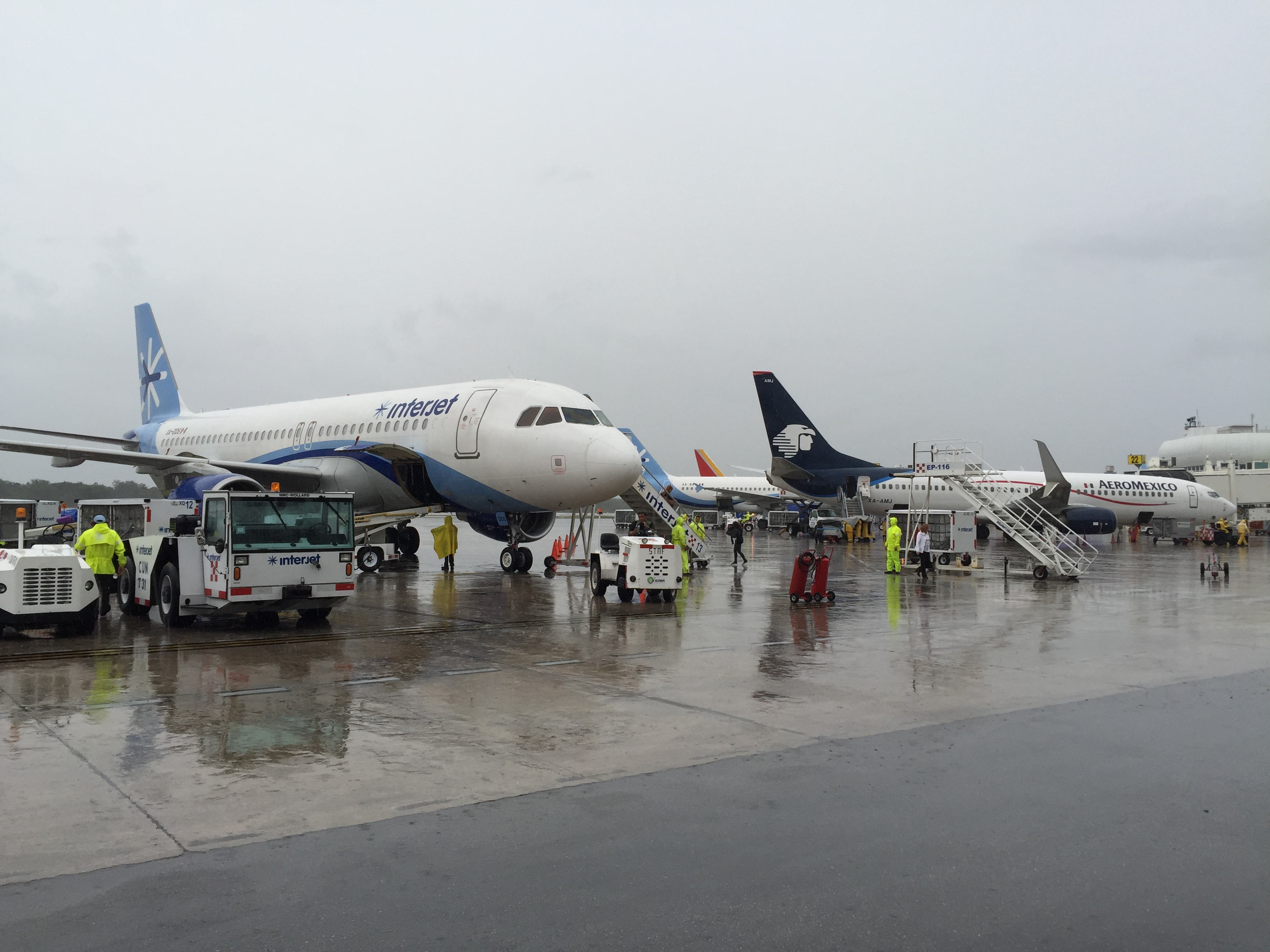
Aviones en el aeropuerto.

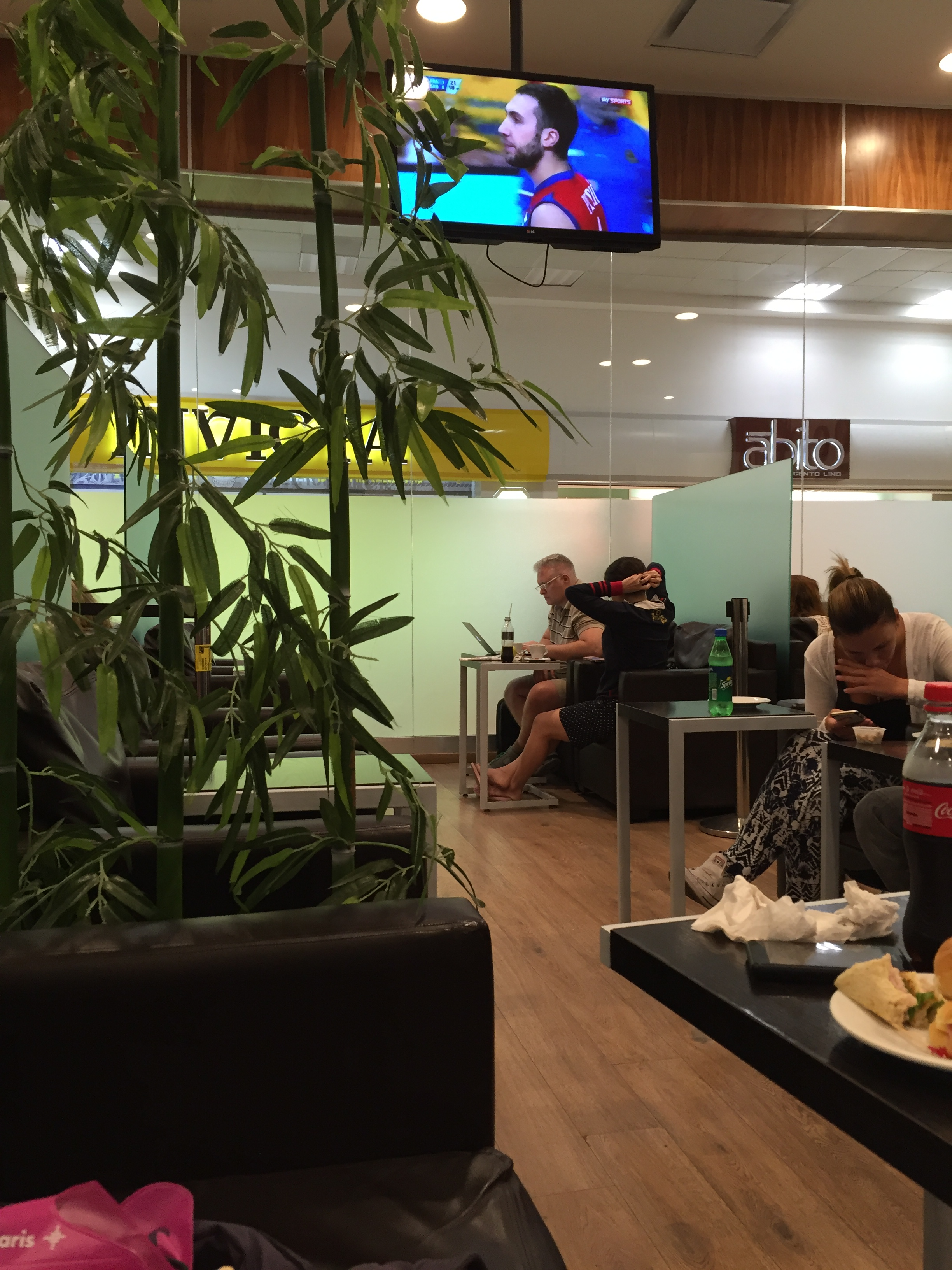
Salón vip Mera Lounge en el aeropuerto.

| Año  | Pasajeros Totales | cambio en % |
| 1999 | 6,969,733         | Sin cambios |
| 2000 | 7,745,317         | 11.1%       |
| 2001 | 7,639,021         | 1.4%        |
| 2002 | 7,717,144         | 1.0%        |
| 2003 | 8,683,950         | 12.5%       |
| 2004 | 10,010,526        | 15.3%       |
| 2005 | 9,301,240         | 7.1%        |
| 2006 | 9,728,149         | 4.6%        |
| 2007 | 11,340,027        | 16.6%       |
| 2008 | 12,646,451        | 11.5%       |
| 2009 | 11,174,908        | 11.6%       |
| 2010 | 12,439,266        | 11.3%       |
| 2011 | 13,022,481        | 3.5%        |
| 2012 | 14,463,435        | 11.1%       |
| 2013 | 15,962,162        | 10.4%       |
| 2014 | 17,455,353        | 9.4%        |
| 2015 | 19,711,899        | 12.3%       |
| 2016 | 21,415,795        | 9.2%        |
| 2017 | 23,601,509        | 10.2%       |
| 2018 | 25,202,016        | 6.8%        |
| 2019 | 25,481,989        | 1.1%        |
| 2020 | 12,259,148        | 51.9%       |
| 2021 | 22,318,467        | 82.1%       |
| 2022 | 30,342,961        | 36.0%       |
| 2023 | 32,750,413        | 7.93%       |
| 2024 | 30,411,520        | 7.14%       |
| ---- | ----------------- | ----------- |

### Tráfico de rutas
| Posición | Ciudad                    | Pasajeros totales | Ranking     | Aerolínea                                |
| -------- | ------------------------- | ----------------- | ----------- | ---------------------------------------- |
| 1        | Ciudad de México          | 1,728,758         | Sin cambios | Aeroméxico, Magnicharters, Viva, Volaris |
| 2        | Monterrey, Nuevo León     | 783,343           | Sin cambios | Magnicharters, Viva, Volaris             |
| 3        | Valle de México           | 560,061           | 1           | Aeroméxico, Viva, Volaris                |
| 4        | Guadalajara, Jalisco      | 443,422           | 1           | Magnicharters, Viva, Volaris             |
| 5        | Toluca, Estado de México  | 242,833           | 1           | Viva, Volaris                            |
| 6        | Tijuana, Baja California  | 171,820           | 1           | Viva, Volaris                            |
| 7        | León, Guanajuato          | 169,656           | Sin cambios | Magnicharters, Viva, Volaris             |
| 8        | Puebla, Puebla            | 166,848           | Sin cambios | Magnicharters, Viva, Volaris             |
| 9        | Querétaro, Querétaro      | 150,568           | Sin cambios | Magnicharters, Viva, Volaris             |
| 10       | Tuxtla Gutiérrez, Chiapas | 125,448           | 1           | Viva, Volaris                            |
| 11       | Ciudad Juárez, Chihuahua  | 120,649           | 1           | Viva, Volaris                            |
| 12       | Veracruz, Veracruz        | 114,423           | Sin cambios | Viva                                     |
| 13       | Chihuahua, Chihuahua      | 64,789            | Sin cambios | Magnicharters, Viva, Volaris             |
| 14       | Villahermosa, Tabasco     | 59,694            | 2           | Viva                                     |
| 15       | Oaxaca, Oaxaca            | 52,662            | 2           | Volaris                                  |

| Tráfico | Ciudad                                           | Pasajeros | Posición    | Compañía                                                                                      |
| ------- | ------------------------------------------------ | --------- | ----------- | --------------------------------------------------------------------------------------------- |
| 1       | Dallas, Texas                                    | 577,104   | Sin cambios | American Airlines, Spirit Airlines, Sun Country Airlines                                      |
| 2       | Houston, Texas (aeropuertos George Bush y Hobby) | 511,975   | Sin cambios | Frontier Airlines, Southwest Airlines, Spirit Airlines, Sun Country Airlines, United Airlines |
| 3       | Chicago, Illinois (aeropuertos Midway y O'Hare)  | 508,835   | Sin cambios | American Airlines, Frontier Airlines, Southwest Airlines, Spirit Airlines, United Airlines    |
| 4       | Toronto, Ontario                                 | 506,847   | 1           | Air Canada, Air Transat, Flair Airlines, Sunwing Airlines, WestJet                            |
| 5       | Atlanta, Georgia                                 | 401,756   | 1           | Delta Air Lines, Frontier Airlines, Southwest Airlines, Volaris                               |
| 6       | Nueva York, Nueva York                           | 367,689   | Sin cambios | American Airlines, Delta Air Lines, JetBlue Airways                                           |
| 7       | Denver, Colorado                                 | 306,465   | 1           | Frontier Airlines, Southwest Airlines, United Airlines                                        |
| 8       | Ciudad de Panamá, Panamá                         | 300,923   | 1           | Copa Airlines                                                                                 |
| 9       | Montreal, Quebec                                 | 294,851   | 8           | Air Canada, Air Canada Rouge, Air Transat, Flair Airlines, Sunwing Airlines                   |
| 10      | Los Ángeles, California                          | 280,815   | 1           | Alaska Airlines, American Airlines, Delta Air Lines, JetBlue Airways, United Airlines         |
| 11      | Charlotte, Carolina del Norte                    | 252,996   | 2           | American Airlines                                                                             |
| 12      | Miami, Florida                                   | 252,238   | 2           | American Airlines                                                                             |
| 13      | Newark, Nueva Jersey                             | 241,338   | 1           | JetBlue Airways, United Airlines                                                              |
| 14      | Mineápolis, Minnesota                            | 216,084   | 6           | Delta Air Lines, Frontier Airlines, Sun Country Airlines                                      |
| 15      | Filadelfia, Pensilvania                          | 211,914   | Sin cambios | American Airlines, Frontier Airlines, Spirit Airlines                                         |
| 16      | Bogotá, Colombia                                 | 207,770   | 5           | Avianca, Viva, Volaris, Wingo                                                                 |
| 17      | Lima, Perú                                       | 200,742   | 3           | LATAM Perú, Sky Airline Perú, Volaris                                                         |
| 18      | Fort Lauderdale, Florida                         | 192,342   | 2           | JetBlue Airways, Southwest Airlines, Spirit Airlines                                          |
| 19      | Madrid, España                                   | 191,236   | 3           | Air Europa, Iberojet, Wamos Air, World2fly                                                    |
| 20      | Detroit, Míchigan                                | 185,478   | 3           | Delta Air Lines, Frontier Airlines, Spirit Airlines                                           |
| 21      | Londres, Inglaterra                              | 181,256   | Sin cambios | British Airways, TUI Airways                                                                  |
| 22      | Orlando, Florida                                 | 173,039   | 3           | Frontier Airlines, JetBlue Airways, Spirit Airlines                                           |
| 23      | Baltimore, Maryland                              | 141,870   | 5           | Frontier Airlines, Southwest Airlines, Spirit Airlines                                        |
| 24      | Calgary, Alberta                                 | 141,088   | 3           | Flair Airlines, Sunwing Airlines, WestJet                                                     |
| 25      | Vancouver, Columbia Británica                    | 140,617   | 9           | Air Canada, Flair Airlines, WestJet                                                           |
| 26      | San Francisco, California                        | 138,900   | 1           | Alaska Airlines, JetBlue Airways, United Airlines                                             |
| 27      | Boston, Massachusetts                            | 123,527   | 2           | American Airlines, Delta Air Lines, JetBlue Airways                                           |
| 28      | Fráncfort, Alemania                              | 130,409   | 4           | Condor, Discover Airlines, Lufthansa                                                          |
| 29      | Seattle, Wahington                               | 124,275   | 1           | Alaska Airlines, Delta Air Lines                                                              |
| 30      | San Luis, Misuri                                 | 122,244   | 2           | American Airlines, Frontier Airlines, Southwest Airlines                                      |

Notas
1. ↑  Las estadísticas oficiales incluyen los aeropuertos George Bush y Hobby.
2. ↑  Las estadísticas oficiales incluyen los aeropuertos Midway y O'Hare.

## Transporte terrestre

### Autobuses foráneos
| Línea                            | Información |
| -------------------------------- | --- |
| ADO Aeropuerto                   | Autobuses de primera clase asi como servicios premium y de lujo con servicio hacia Cancún, Playa del Carmen y Tulum. |
| Airport Concierge Service Cancún | Transportación privada y/o compartida de Lujo en el Aeropuerto Internacional de Cancún a hoteles de Cancún y la Riviera Maya, transportación a zonas arqueológicas y servicio ejecutivo.                                                                                 |
| Amstar Airport Transfers         | Traslados privados y compartidos desde el aeropuerto de Cancún. |
| Cancun Airport Transportation    | Transporte Privado desde el Aeropuerto de Cancún a cualquier destino de la Riviera Maya. Ya sea Hotel, Condominio, Airbnb o la estación de Ferry de Puerto Juárez y Playa del Carmen, Ofrece también servicio de tours a cualquier atracción de la Península de Yucatán. |
| Cancun Cheap Transfers           | Transporte Privado y VIP en el aeropuerto de Cancún y toda la Riviera Maya, así como traslados entre Hoteles y Tours. |
| Cancun Shuttle Transportation    | Empresa privada especializada en traslados privados y en grupos desde el aeropuerto de Cancún. |
| Cancun Shuttle                   | Transporte Terrestre autorizado del Aeropuerto Internacional de Cancún. |
| Cancun Airport Transportation    | Compañía que ofrece servicios privados de transporte turístico terrestre del aeropuerto hacia diferentes destinos turísticos como Cancún, Puerto Morelos, Playa del Carmen, Tulum y Chichen Itzá.                                                                        |
| Cancun VIP Transfers             | Camionetas y vehículos de clase VIP, ofrecen servicio de transporte y tours a casi todos los destinos del Caribe Mexicano. |
| Quick Shuttle México             | Empresa de transportación en Cancún y Riviera Maya. |
| Cheap Shuttle Cancún             | Transporte privado en el Aeropuerto Internacional de Cancún a Hoteles de Cancún y la Riviera Maya, transportación a ruinas y tours de la península de Yucatán, Cenotes.                                                                                                  |
| Discovery Mundo                  | Servicios de transporte privado terrestre en el aeropuerto. |
| eTransfers                       | Empresa especializada en el servicio de transportación desde y hacia el aeropuerto de Cancún. |
| Kin Mont                         | Servicio de transporte terrestre en camionetas puerta a puerta desde/hacia el Aeropuerto a Cancún, Playa del Carmen y la Riviera Maya. |
| Línea Dorada Cancún              | Traslado a diferentes localidades de la ciudad de Cancún, así como a sus alrededores a bordo de autos y camionetas de lujo. |
| Mi Chofer en Cancún              | Camionetas con destino a la zona hotelera y Playa del Carmen. |
| Paradise Transfers               | Servicio de traslados y tours a toda la Riviera Maya, Valladolid, Chichen-Itzá y Tulum Transfers. |
| Royal PickUp                     | Transportación de Lujo Privada con servicios a la medida de Ida y Regreso partiendo del Aeropuerto Internacional de Cancún a Hoteles, Casas o Departamentos, Airbnbs y Ferris de Cancún, Riviera Maya, Tulum, Puerto Morelos, Puerto Aventuras, Akumal, Holbox y más.    |
| Shuttle Volaris                  | Servicio para los pasajeros de Volaris en autobús de lujo desde el Aeropuerto de Cancún hacia Playa del Carmen, Centro o Zona Hotelera. |
| Translamex                       | Ofrece camionetas tipo "minibus" con capacidad de 1 a 10 pasajeros. |
| Transportación en Cancún         | Servicio de transportación en Cancún y Riviera Maya |
| Transporte Turístico Feraltar    | Servicio de Traslados desde y hacia el Aeropuerto a Cancún, Playa del Carmen, Riviera Maya y Península de Yucatán. |

### Renta de autos

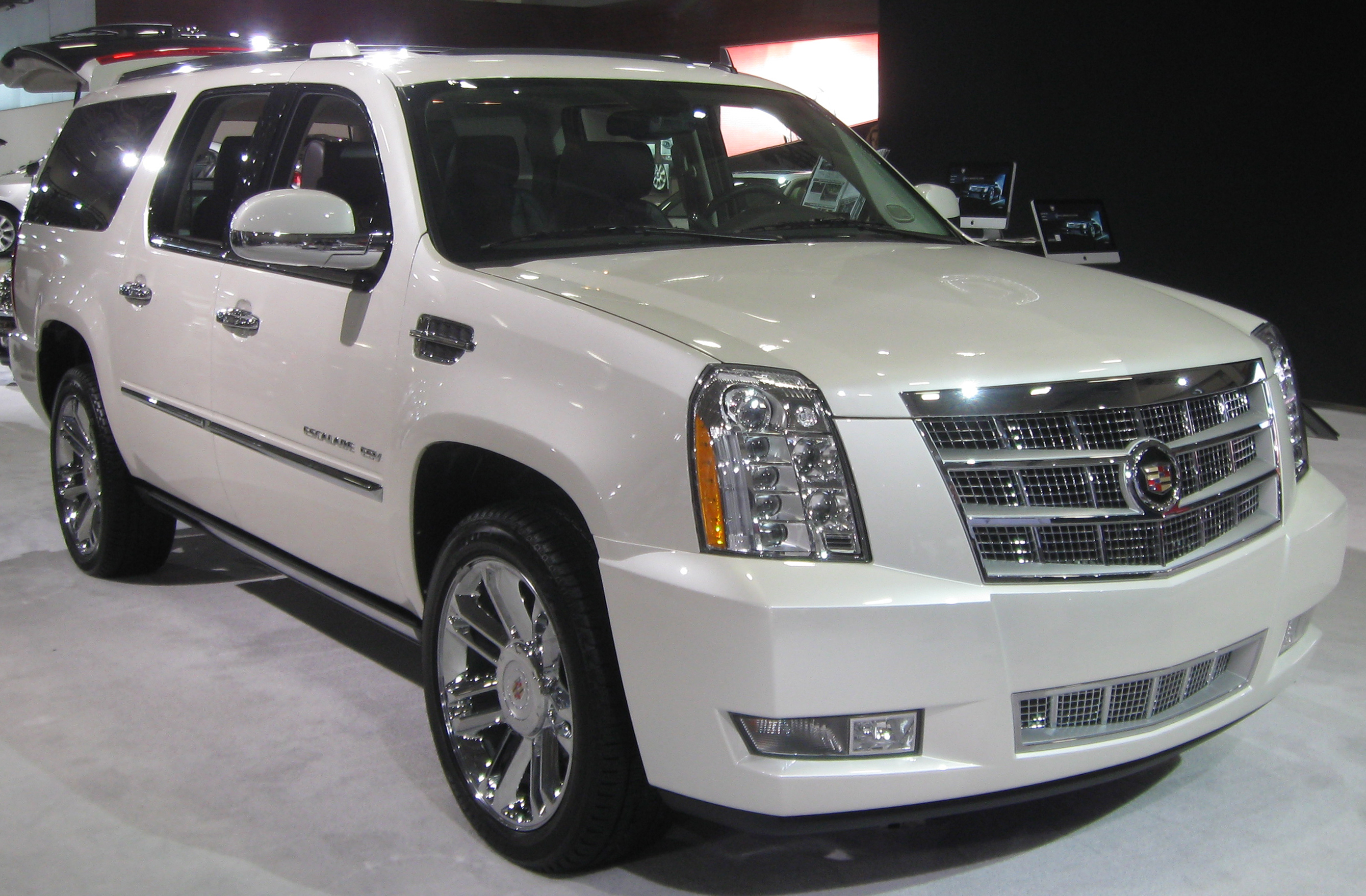
Camioneta Escalade, usada por una de tantas empresas de transporte privado.

En el aeropuerto ofrecen sus servicios las siguientes compañías de alquiler de automóviles:
- Álamo
- América Car Rental
- Avis
- Budget
- Cancún Airport Car Rental
- Car Buster
- Car Flex
- Car Flexi
- City Car Rental
- Despegar.com
- Dollar
- Easy Way Cancun Car Rental
- Enterprise
- Europcar
- Expedia
- Firefly
- Fox rent a Car
- Green Motion
- Hertz
- Infinity Car Rental
- Inter Rent
- Keddy
- Lys Car Rental
- Master Car
- Mex Rent a Car
- México Car Rental
- National Car Rental
- NU Car Rentals
- Premier Car Rental
- Price Car Rental
- Right Cars
- Sixt
- Thrifty
- Val Rental
- Veico Renta de Autos
- Olimpus Car Rental

### Taxis autorizados
Estos son los únicos taxis autorizados por el aeropuerto:

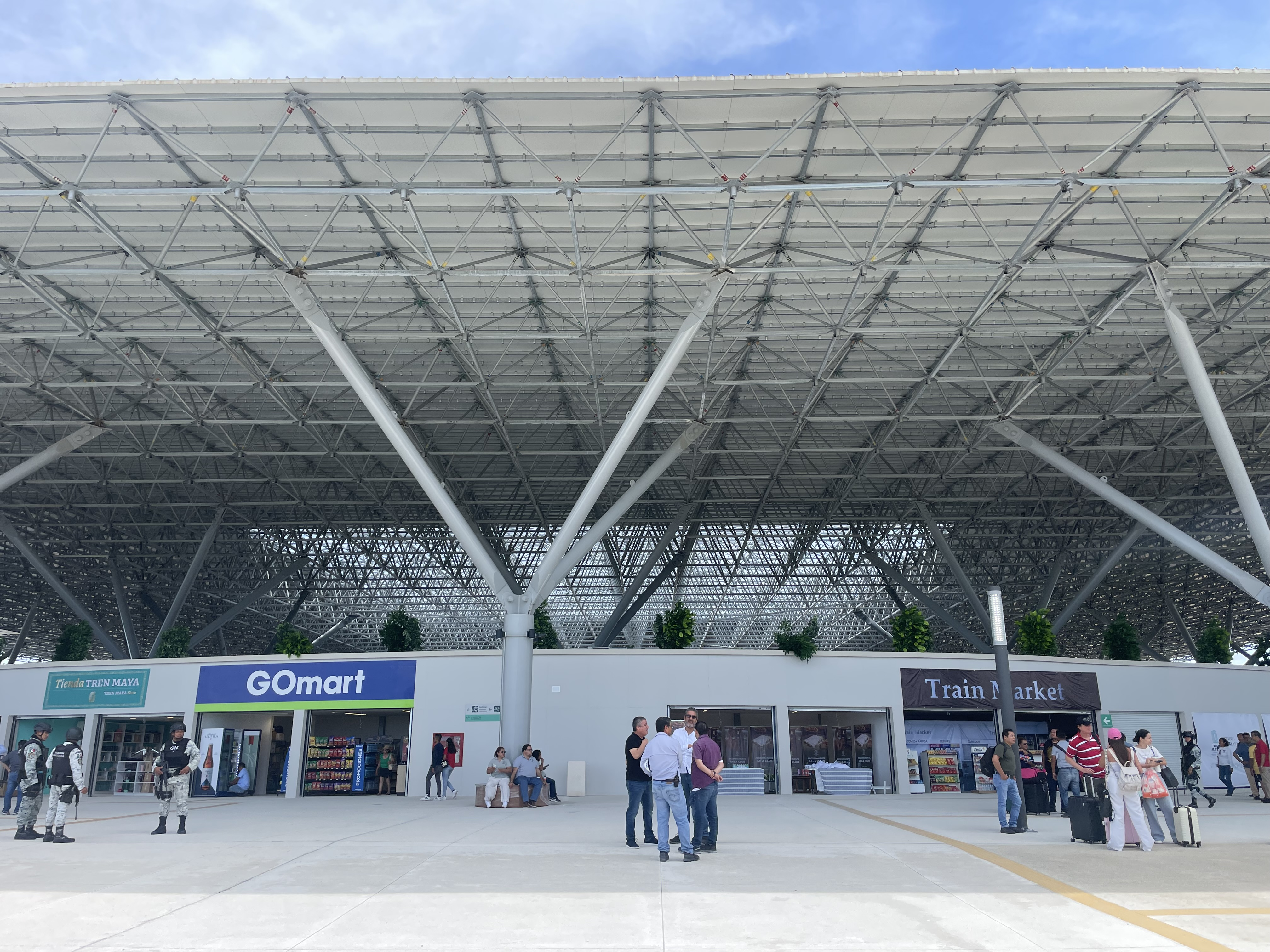
Estación del Tren Maya en Cancún.

- Cancun Yellow Transfers
- Taxi Riviera Maya
- Taxi Cancún Aeropuerto

### Tren Maya
El Aeropuerto Internacional de Cancún alberga la estación más grande del recientemente establecido Tren Maya, la cual está ubicada en el lado opuesto de la pista de los edificios terminales principales, esta estación está equipada con nueve plataformas. 
A partir del 16 de diciembre de 2023, la estación empezó a dar servicio con salidas tanto a lo largo de la ruta oeste, conectando con destinos como la estación de tren de Chichén Itzá, la estación de tren de Teya Mérida y la estación de tren de San Francisco de Campeche, como la ruta sur, que da servicio a la estación de tren de Tulum. 
La Conexión Aeropuerto de Cancún-Estación del Tren Maya es una conexión de autobús lanzadera que conectará las 4 terminales del Aeropuerto Internacional de Cancún con la estación de tren del Tren Maya del Aeropuerto de Cancún, cerca de Cancún. La conexión se realiza a través de 7 autobuses eléctricos, que recorren un recorrido de 4 kilómetros a una velocidad de 69 kilómetros por hora. Cada uno de ellos tiene una capacidad máxima de 47 pasajeros.

## Aerolíneas que volaban anteriormente al AIC
| Aerolíneas |
| --- |
| Aerocancun, Aerocaribe, Aeromar, Air Europe, Air Berlin, Air Luxor, Aladia, Allegiant Air, Alma de México, America West Airlines, Aviacsa, Avior Airlines, Canada 3000, Casino Express, Champion Air, City Express, Global Air, Iberia, Interjet, Líneas Aéreas Allegro, Lloyd Aéreo Boliviano, Mexicana, MexicanaClick, MexicanaLink, MyTravel Airways, Nova Air, Pan Am, TAESA, TAR, Tikal Jets Airlines, Southern Winds, Varig, Viasa, Viva Air Colombia |

## Accidentes e Incidentes
- El 15 de marzo de 1984 el vuelo 261 de Aerocozumel chocó después de despegar. Nadie murió en el choque. Uno de los pasajeros murió de un ataque al corazón mientras se movía a través del pantano.

- El 9 de septiembre del 2009 fue secuestrado el vuelo 576 de Aeroméxico con 104 pasajeros a bordo a las 13:40 tiempo del Centro de México. Al parecer, el secuestrador portaba un artefacto explosivo, pero esto fue desmentido por el Secretario de Comunicaciones y Transportes Juan Molinar. Genaro García Luna, Secretario de Seguridad Pública identificó en rueda de prensa a José Flores Pereira conocido como Josmar, de 44 años y originario de Santa Cruz de la Sierra, Bolivia como el autor del secuestro.[28]

- El 19 de enero del 2010 un avión Airbus A318, que llevaba consigo a pasajeros del vuelo 368 de Mexicana de Aviación, con destino a la Ciudad de México, sufrió un percance al momento de despegar. Una de las tapas del motor número 1 se desprendió del motor, golpeando el fuselaje y la semi-ala izquierda, dejando residuos del mismo sobre la pista; posteriormente un B-717 de MexicanaClick que aterrizaba sufrió la ponchadura de dos de sus neumáticos, sin embargo, la aeronave pudo aterrizar adecuadamente, precisó la Dirección General de Aeronáutica Civil.

- El 26 de junio de 2020 una aeronave Cessna 150 con matrícula XB-PPF perteneciente a Escuela de Aviación ANTA que operaba un vuelo local de entrenamiento tuvo que aterrizar de emergencia en terrenos aledaños al Aeropuerto de Cancún poco después de despegar, esto derivado de fallas mecánicas. El piloto y el copiloto resultaron con heridas leves.[29][30][31]

- El 25 de julio de 2020 una aeronave Cessna 208B Grand Caravan con matrícula XA-FTG operada por ax Transporter que cubría un vuelo entre el Aeropuerto de Cancún y el Aeródromo de Holbox impactó contra la valla perimetral de un campo de softbol tras no poder frenar adecuadamente en el aeródromo de destino. Los 2 tripulantes y los 5 pasajeros resultaron ilesos.[32][33][34]

## Aeropuertos cercanos
Los aeropuertos más cercanos son:
- Aeropuerto Internacional de Cozumel (57km)
- Aeropuerto Internacional de Tulum (126km)
- Aeropuerto Internacional de Chichén Itzá (169km)
- Aeropuerto Internacional de Mérida (289km)
- Aeropuerto Internacional de Chetumal (320km)